# Samuil Maršak
Samuil Jakovlevič Maršak, rusky Самуи́л Я́ковлевич Марша́к (3. listopadu 1887 Voroněž – 4. července 1964 Moskva) byl ruský a sovětský spisovatel židovského původu, autor literatury pro děti. Byl rovněž překladatelem, zejména z angličtiny.

## Život
Verše začal psát již jako dítě. Navštěvoval gymnázium ve Voroněži, avšak v roce 1902, v jeho patnácti letech, se rodina přestěhovala do Petrohradu, tedy mimo Zónu osídlení, v níž mohli mít ruští židé trvalé bydliště a tedy i chodit do škol. Pomohl mu však židovský filantrop se šlechtickým titulem David Günzburg, který ho představil vlivnému literárnímu kritikovi Vladimiru Vasiljeviči Stasovovi, jenž byl z dětské Maršakovy poezie tak nadšen, že mu zajistil z protižidovských opatření výjimku. Stasov také Maršaka seznámil s Maximem Gorkým a Fjodorem Šaljapinem, s nimiž se spřátelil. Když v roce 1904 Maršakovi diagnostikovali tuberkulózu, nabídl mu Gorkij, aby žil v jeho letním bytě na Jaltě, u Černého moře, kde bylo vhodnější ovzduší. V roce 1904 Maršak rovněž publikoval své první verše, a to v časopise Židovský život. V té době zastával sionistické postoje. V roce 1907 se vrátil z Jalty do Petrohradu a následně vydal řadu svých textů v populárním časopise Satyricon. Poté se podíval na Blízký východ a v roce 1912 se přestěhoval do Anglie a vystudoval zde filozofii na Londýnské univerzitě. Zamiloval se zde do anglické kultury a zvláště poezie. Vydal ještě během studií své ruské překlady básní Williama Blakea, Roberta Burnse a Williama Wordswortha. Roku 1913 navštívil experimentální školu ve Walesu, kde započal jeho velký zájem o formování dětí, zejména pak literaturou tvořenou speciálně pro ně. Krátce před první světovou válkou, v roce 1914, se vrátil do Ruska a živil se dále překládáním. K dětské literatuře ho nasměrovala práce s dětmi židovských uprchlíků z Voroněže po začátku války a také smrt jeho dcery v roce 1915. V roce 1920 se přestěhoval do Krasnodaru, kde bylo velké množství sirotčinců, plných kvůli světové i občanské válce. Se skupinou nadšenců zorganizoval jakési dětské městečko, kde děti hrály i vlastní divadlo. Maršak pro ně napsal hru, svůj první text výhradně pro děti. V roce 1922 se vrátil zpět do Petrohradu a začal publikovat knihy pro děti. K nejznámějším patřili Kluci v kleci (Детки в клетке) a Pohádka o hloupé myšce (Сказка о глупом мышонке). Z jeho divadelních textů je nejznámější pohádka Dvanáct měsíců (Двенадцать месяцев). V roce 1924 se stal vedoucím dětské pobočky státního vydavatelství Gosizdat. Ten zastával více než deset let a přilákal v té době k tvorbě pro děti řadu autorů vážné literatury, například Jevgenije Lvoviče Švarce a Daniila Charmse. Pokračoval i v překladatelském díle, roku 1948 vyšel jeho slavný překlad Shakespearových sonetů. Řada z nich byla zhudebněna, mj. Dmitrijem Kabalevským v oblasti vážné hudby, v popu například Tichonem Nikolajevičem Chrennikovem či Allou Pugačovou. Z angličtiny přeložil též texty George Gordona Byrona, Percy Bysshe Shelleyho, Johna Keatse, Alfreda Tennysona, Roberta Browninga, Roberta Louise Stevensona, Williama Butlera Yeatse, Lewise Carrolla, Rudyarda Kiplinga či Alana Alexandera Milneho. Překládal ovšem i z němčiny (Heinricha Heineho), z maďarštiny (Sándora Petőfiho), z italštiny (Gianni Rodariho) či arménštiny (Hovhannese Tumanjana). Vůči komunistickému režimu byl loajální, přesto těsně unikl zatčení při Velkém teroru roku 1937 a znovu během procesu s židovským protifašistickým výborem v roce 1952.